# Palais Trautson

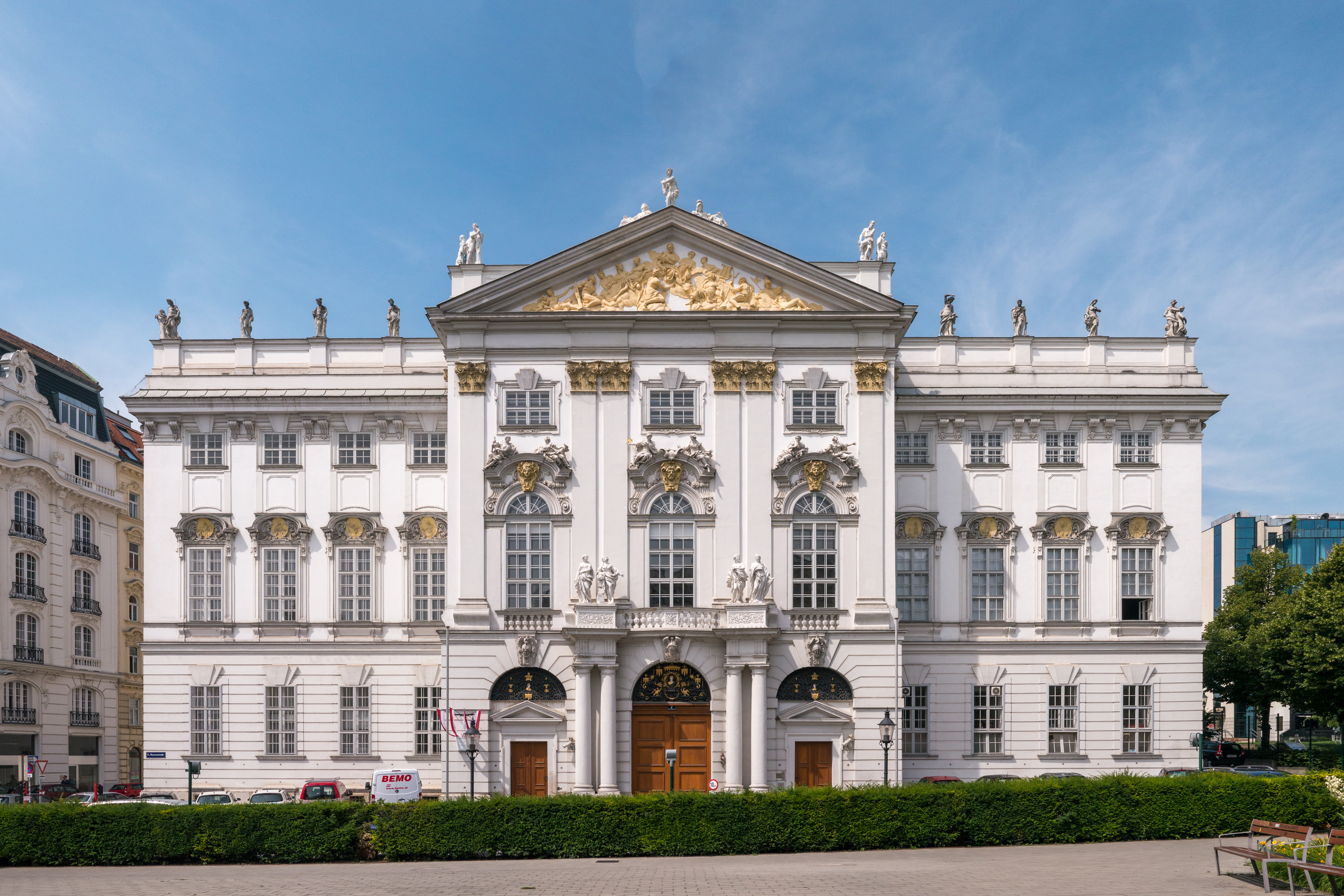
Le palais Trautson, siège du ministère autrichien de la Justice

Le palais Trautson est un palais de Vienne situé dans le quartier de Neubau. Il abrite le siège du ministère autrichien de la justice. 

## Histoire
Le terrain dans la banlieue de Sankt Ulrich sur lequel se trouve le palais appartenait à la comtesse Maria Margareta Trautson de 1657. Une partie avait une maison, le reste était des vignobles ou non développé. Au cours de la vague de construction qui suit le deuxième siège turc de Vienne en 1683, le Reichshofrat et le chambellan Johann Leopold Donat, le comte Trautson construit un palais ici en 1712, l'un des bâtiments baroques les plus importants de Vienne. Son modèle est le palais royal d'Amsterdam. Le maître d'œuvre est Christian Alexander Oedtl ; il construit selon les plans de Johann Bernhard Fischer von Erlach. 
Le palais fut le théâtre de nombreuses festivités. Marie-Thérèse l'a acheté en 1760 pour 40 000 florins et l'a mis à la disposition de la garde royale hongroise. Cela a conduit à quelques rénovations, le jardin devant le bâtiment est devenu une école d'équitation, et des écuries ont été construites à la place du mur du jardin et de l'orangerie. En 1848, la garde hongroise fut dissoute et le palais devint le siège du commandement de l'armée provinciale de Basse-Autriche. Après le compromis austro-hongrois, une nouvelle garde hongroise a été créée en 1867, avec son siège dans le palais. Il y a eu d'autres modifications. Même après la chute de la monarchie (1918), le bâtiment appartenait toujours à l'État hongrois ; il abrita d'ailleurs le Collegium Hungaricum de 1924 à 1963. La République populaire de Hongrie d'alors a vendu le bâtiment à la République d'Autriche (car elle ne voulait pas financer les rénovations imposées par la protection du monument) et a construit un nouveau bâtiment dans le style bloc de l'Est sur la Hollandstrasse.  
En 1961, la République d'Autriche a affecté le palais à l'administration de la Justice. Les ajouts les plus récents sur Museumstraße et Lerchenfelder Straße ont été supprimés ; des maisons préfabriquées pour l'ONUDI ont été construites sur le site de l'ancien jardin. La partie de la Neustiftgasse a été remplacée par un immeuble de bureaux. 
Aujourd'hui, le ministère fédéral de la Justice a son siège au Palais Trautson.

## Description
Le palais a une façade de trois étages richement décorée. Le maître Johann Georg Haresleben de Kaisersteinbruch a reçu des commandes de tailleurs de pierre, qui ont utilisé du Kaiserstein dur pour le portail, le balcon et les marches de l'escalier. L'imposant escalier mène à la salle des fêtes. Il y a des reliefs sur de nombreuses fenêtres représentant des scènes de légendes anciennes. 

## Littérature
- Elfriede Faber: Neubau. Pichler, Vienne 1995,  (ISBN 3-85058-065-2)
- Manuel Dehio Vienne II à IX. et XX. district, Verlag Anton Schroll & Co., Vienne 1993,  (ISBN 3-7031-0680-8)
- Helmuth Furch : Kaiserstein dans 300 bâtiments viennois, dans les communications de l'Association des musées et de la culture de Kaisersteinbruch, n° 59, 2000.  (ISBN 978-3-9504555-3-3).

## Source de traduction
- (de) Cet article est partiellement ou en totalité issu de l’article de Wikipédia en allemand intitulé « Palais Trautson » (voir la liste des auteurs).